# Gasturbinenschiff

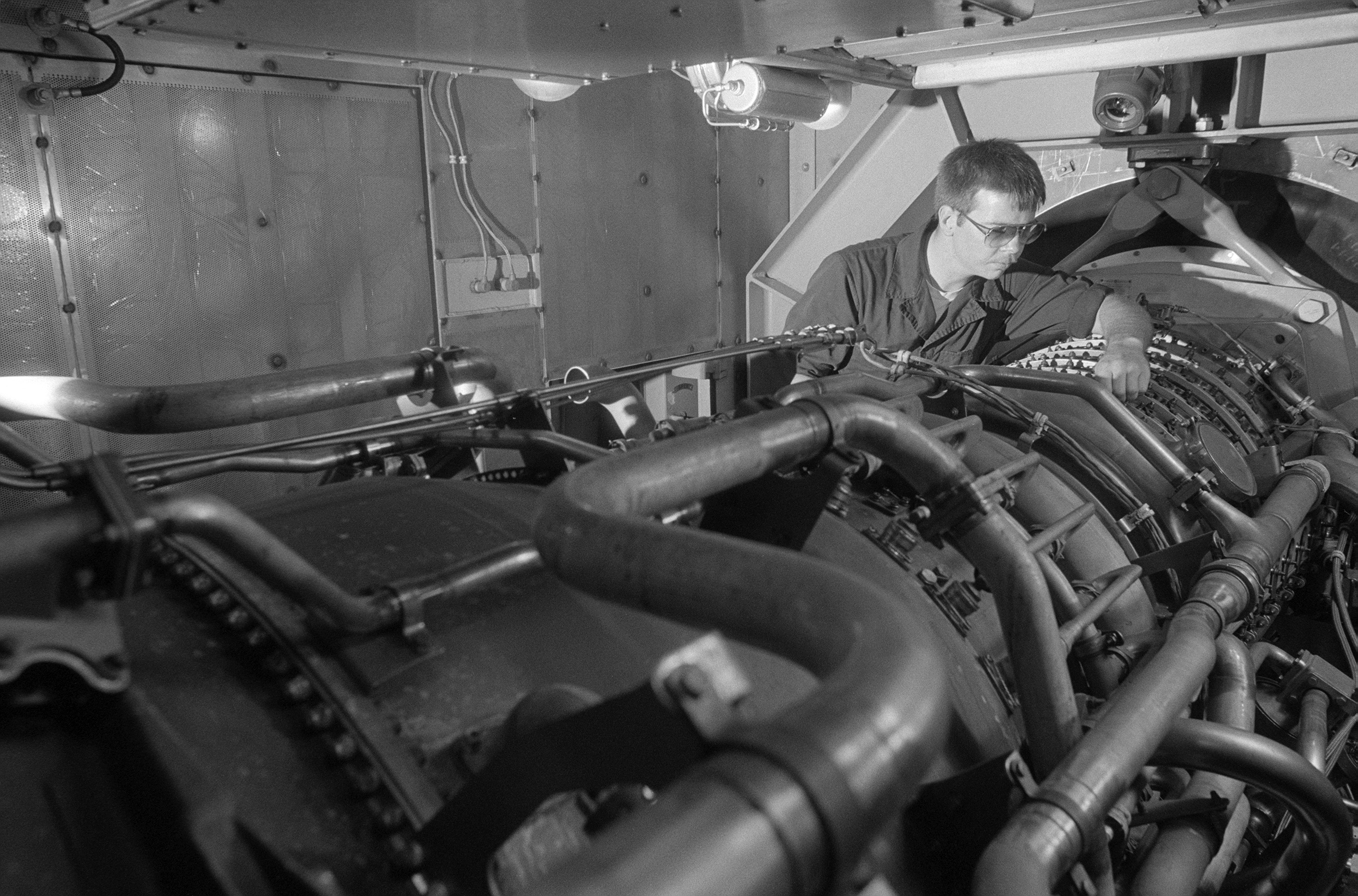
Eine Gasturbine GE LM2500 im Maschinenraum der Ford (1987)

Ein Gasturbinenschiff (Internationales Präfix: GTS, von englisch: gas-turbine ship) ist ein Spezialfall des Turbinenschiffes, nämlich ein Schiff, dessen Hauptantrieb durch eine oder mehrere Gasturbinen gebildet wird.

## Technik

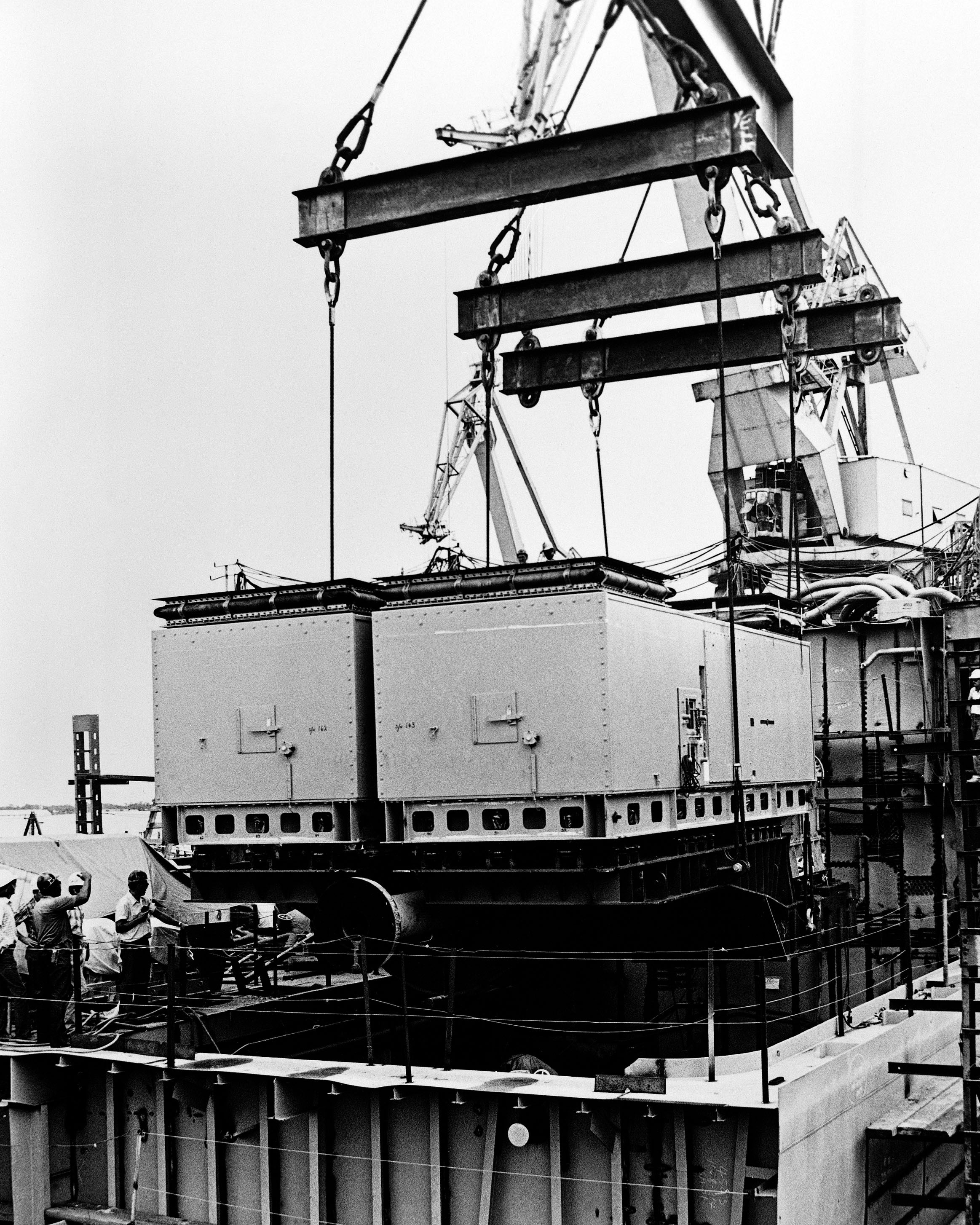
Zwei GT-Module werden in den Maschinenraum der Bunker Hill gehoben.

### Vor- und Nachteile gegenüber anderen Antriebsarten
Gasturbinen werden als Schiffsantrieb vor allem wegen ihrer hohen Leistungsdichte (Verhältnis Leistung zu Platzbedarf und Gewicht) geschätzt. Sie kommen daher vor allem dort zum Einsatz, wo hohe Leistung auf engstem Raum gefragt ist, wo hohe Geschwindigkeiten gefahren werden und wo die relativ hohen Investitionskosten der Gasturbine weniger ins Gewicht fallen, zum Beispiel im militärischen Bereich. Bei geräumigeren Schiffen und in der zivilen Seefahrt wird aus wirtschaftlichen Gründen meist ein in der Anschaffung günstigerer Dieselmotor vorgezogen.
In den beengten Maschinenräumen von Hochleistungsschiffen stellt die hohe Leistungsdichte einen erheblichen Vorteil gegenüber großvolumigen Dieselmotoren oder gar Dampfkesseln mit Dampfturbine dar. Entsprechend sind die meisten Schiffsgasturbinen von besonders kompakt gebauten und leistungsstarken Flugzeugtriebwerken abgeleitete Aeroderivative.
Die Gasturbine kann ihre Stärken vor allem bei hoher, möglichst konstanter Drehzahl entfalten, also bei längerer Fahrt und Höchstgeschwindigkeit. In Teillast und im unteren Drehzahl-/Geschwindigkeitsbereich, sind andere Antriebsformen, insbesondere Dieselmotoren, flexibler und wirtschaftlicher.
Als Nachteil gegenüber Dieselmotoren oder Dampfkraftantrieb wirkt sich aus, dass gerade die Hochleistungsturbinen aus der Luftfahrt deutlich höhere Anforderungen an die Treibstoffqualität stellen. Sie können nicht ohne Weiteres mit dem üblichen Schiffsdieseltreibstoff oder gar mit billigem Schweröl („Bunkeröl“) befeuert werden.
Ein weiteres Problem für die empfindlichen Gasturbinen bildet die salzhaltige, feuchte Meerluft, die in der Turbine zu Korrosion und Ablagerungen führen kann. Verbrennungsmotoren sind hier weniger anfällig.
Als Antrieb für Unterseeboote sind Gasturbinen aufgrund ihrer Eigenschaften grundsätzlich nicht sinnvoll. In getauchtem Zustand kann die GT wegen ihres enormen Luftbedarfes nicht eingesetzt werden und an der Wasseroberfläche spielen die Vorteile hoher Leistung und Geschwindigkeit bei U-Booten kaum eine Rolle. Versuche wie die mit Wasserstoffperoxid betriebene Walter-Turbine als U-Boot- oder Torpedo-Antrieb haben sich nicht bewährt.

### Antriebskonzepte

Beispiel einer CODAG-Konfiguration; ein häufig gewählter Antrieb mit Gasturbine

Da die Stärken der Gasturbine nur im oberen Geschwindigkeitsbereich voll zum Tragen kommen, wird selten eine GT als einziges Antriebsaggregat eingesetzt. Meist wird eine GT für Spitzengeschwindigkeit mit einem oder mehreren anderen Antrieben für die langsame Fahrt und für das Manövrieren kombiniert. Dies ist meist ein Dieselmotor („CODAG“ / „CODOG“ / „CODLAG“), seltener eine kleinere Gasturbine („COGAG“ / „COGOG“) oder eine Dampfturbine („COSAG“ / „COGAS“).
Im Falle der Kombination mit einer Dampfturbine kann diese entweder durch einen separaten Dampferzeuger mit Dampf versorgt werden oder über einen Abhitzekessel die Energie aus dem Abgas der Gasturbine nutzen (Arbeitsprinzip wie bei einem GuD-Kraftwerk).
Wenn eine Gasturbine als Direktantrieb verwendet wird, bietet sich die Kombination mit einem Wasserstrahlantrieb an, da dieser bei hohen Geschwindigkeiten und Drehzahlen – gerade dort wo auch die Gasturbine ihre Stärken hat – am effektivsten ist.
Häufig wird die GT aber nicht als Direktantrieb eingesetzt, sondern als turboelektrischer Antrieb, d. h. über die Zwischenstufe der elektrischen Energie. Dies hat den Vorteil, dass Antriebsmaschine und Antrieb räumlich getrennt werden können; die sehr kompakten elektrischen Motoren für den Propellerantrieb können sogar in eine Propellergondel, in der Schiffstechnik häufig als Pod bezeichnet, integriert werden.

## Geschichte

### Versuche von Holzwarth

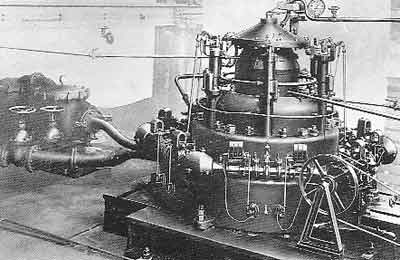
Prototyp der Holzwarth-Gasturbine auf dem Teststand der Fa. Körting, Hannover um 1907

Die Gasturbine wurde ab 1911 praktisch erprobt und setzte sich jedoch erst fünfzig Jahre später als Flugzeugantrieb durch. Hermann Föttinger hatte bereits 1909 für die Verwendung als Schiffsantrieb hingewiesen. Hans Holzwarth berichtete 1912 vor der Schiffbautechnischen Gesellschaft von Gasturbinen anhand von eigenen Versuchen und gab Beispiele für ihren zukünftigen Einsatz in der Schifffahrt.
Es handelte sich bei der Holzwarth-Gasturbine um eine „Explosions“-Turbine, mit der er ab 1905 seine ersten Versuche mit Gas als Brennstoff durchführte. Zum Druckaufbau wurde im Gegensatz zu den heute üblichen Gasturbinen kein Verdichter benötigt, der Druckaufbau wurde durch Zündungen in mehreren ringförmig angeordneten durch Ventile verschließbaren Brennräumen erreicht. Die von Holzwarth als Erstlingsturbine bezeichnete Versuchsmaschine wurde von Gebr. Körting A.-G. Hannover erbaut. Die erste Betriebsturbine entstand ebenfalls nach Holzwarths Angaben bei Brown, Boveri & Co., Mannheim-Baden. Die Gasanlage wurde von der Firma Jul. Pintsch A.-G., Berlin und die Zündeinrichtungen von Robert Bosch, Stuttgart geliefert.
Zum Druckabbau und Nutzenergieerzeugung von geplanten 1.000 PS verwendete Holzwarth eine 2-stufige Curtis-Turbine mit Dynamo. Als Vorteil sah er den Wegfall des Dampfkessels und des Kondensators. Gegenüber einer zu dieser Zeit üblichen Gaskolbenmaschine von 1.000 PS wurde bei seiner vertikal angeordneten Gasturbine nur 20 % des Gewichts benötigt. Weitere Vorteile sah Holzwarth im erschütterungsfreien Lauf der Gasturbine, es wurde kein Zylinderöl benötigt und keine Auswaschung der Turbinenschaufeln durch Wassertropfen im Dampf.

Pescara-Anlage, Gasturbine mit Freikolben-Gaserzeuger

Eine mit Körting gebaute Versuchsmaschine war 1909 erfolgreich gelaufen und für den Propellerantrieb wurde ein Föttinger-Getriebe vorgeschlagen. Jedoch lag der praktisch erreichte Wirkungsgrad mit 12 – 15 % viel niedriger als erwartet. Die Dieselmotoren befanden sich zu dieser Zeit noch in der Pionierphase, hatten aber schon vor 1900 einen Wirkungsgrad von rund 25 %.

### Militärschiffe

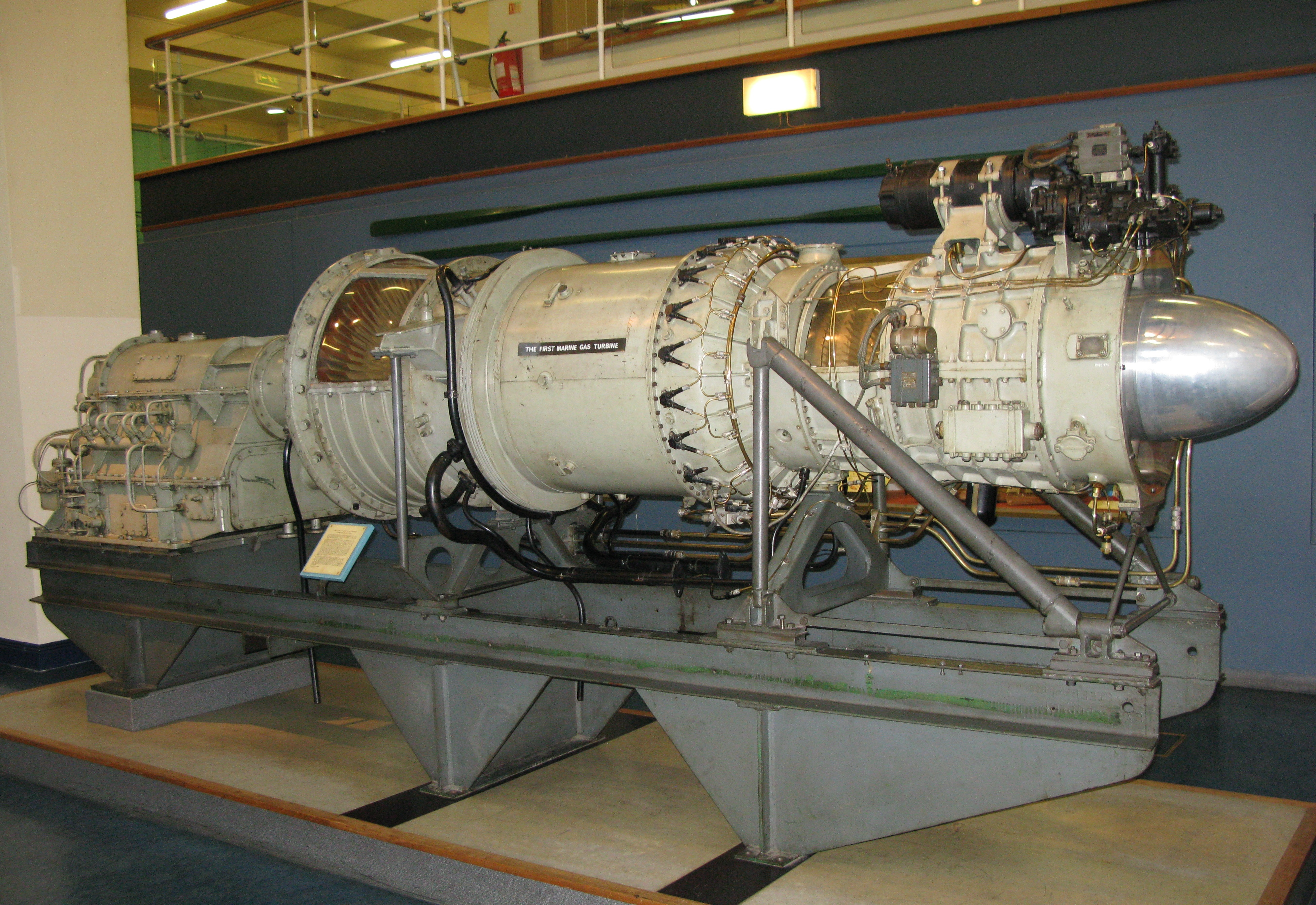
Die Gasturbine aus dem MGB 2009, dem weltweit ersten GTS

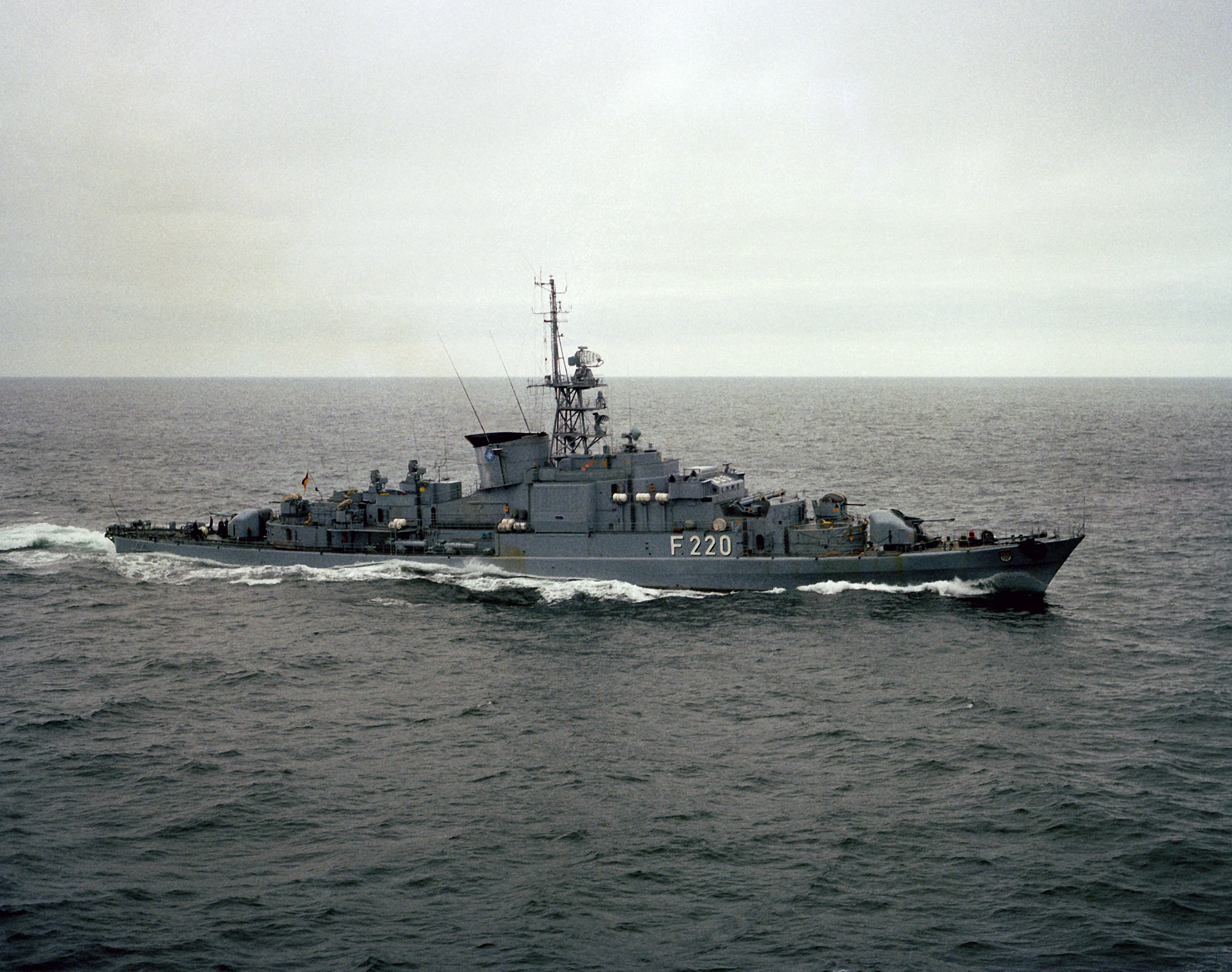
Die Fregatte Köln, das erste Gasturbinenschiff der Bundesmarine und das erste mit CODAG-Antrieb weltweit

Das erste Schiff mit Gasturbinenantrieb überhaupt war das MGB 2009, ein Motor Gun Boat (deutsch = Motorkanonenboot) der britischen Royal Navy, im Jahre 1947. Der britische Flugzeugtriebwerkshersteller Metropolitan-Vickers (Metrovick) erhielt den Auftrag, den Antrieb zu entwickeln und rüstete dafür sein Strahltriebwerk Typ F2/3 mit einer Arbeitsturbine für den Schraubenantrieb auf. Nachdem die Tests erfolgreich waren, wurde der Antrieb auf Patrouillenschnellbooten der Royal Navy eingesetzt. Sie waren die ersten Gasturbinenschiffe, die als solche entworfen wurden.
Die ersten größeren Kriegsschiffe, die mit einem Gasturbinenantrieb ausgerüstet wurden, waren die Fregatten der Tribal-Klasse der Royal Navy, die eine GT von Metrovick in COSAG-Konfiguration enthielt. Das erste Schiff dieser Klasse, die HMS Ashanti, wurde 1961 in Dienst gestellt.
Fast zeitgleich setzte auch die deutsche Bundesmarine erstmals einen GT-Antrieb bei den Fregatten der Köln-Klasse (F120) ein. Zum Einsatz kamen zwei GTs von Brown, Boveri & Cie. im Verbund mit je zwei Dieselmotoren. Dies war der weltweit erste realisierte CODAG-Antrieb.
Ab den späten 1960er-Jahren zogen die Seestreitkräfte vieler Nationen nach und führten den Gasturbinenantrieb ein, so zum Beispiel:
- die Bundesmarine mit den Schnellbooten Pfeil und Strahl, Vosper-Klasse (1963–1965)
- die Schwedische Marine mit den Torpedobooten der Spica-Klasse (ab 1966) und umgebauten Kriegsschiffen der Norrköping-Klasse
- die Finnische Marine mit den Korvetten der Turunmaa-Klasse (ab 1968)
- die Kanadischen Seestreitkräfte mit den Zerstörern der Iroquois-Klasse (ab 1972)
- die US-Küstenwache mit den Hochleistungskuttern der Hamilton-Klasse (ab 1967)
- die US Navy mit Zerstörern der Spruance- und Kidd-Klasse (ab 1972) und Fregatten der Oliver-Hazard-Perry-Klasse (ab 1977)
- die Royal Navy setzte die Rolls-Royce Olympus-Turbine u. a. in den Fregatten der Amazon-Klasse, den Flugzeugträgern der Invincible-Klasse, den Zerstörern der Sheffield-Klasse und den Lenkwaffenfregatten der Broadsword-Klasse ein. Die modernsten britischen Flugzeugträger (Queen-Elizabeth-Klasse, seit 2014) sind ebenfalls Gasturbinenschiffe.

Heute tun Gasturbinen in zahlreichen Kriegsschiffen vieler Nationen ihren Dienst als Antrieb, von kleinen Schnellbooten bis hin zu Flugzeugträgern (zum Beispiel die britische Invincible-Klasse ab 1980) und Amphibischen Angriffsschiffen (zum Beispiel die Wasp-Klasse ab 1998).

### Zivile Schiffe
Der erste Versuch einer zivilen Nutzung von Gasturbinen in der Schifffahrt war der auf dem Öltanker Auris der Firma Anglo Saxon Petroleum (einer Tochter von Royal Dutch Shell). Einer der vier Hauptmotoren der Auris wurde 1951 zur Erprobung zunächst durch eine 920 kW Gasturbine ersetzt. Es handelte sich um eine Gasturbine der offenen Bauart (BBC) mit Gastemperaturen um 630 °C, dabei wurde eine Brennstoffausnutzung von 21 % erzielt. Nach erfolgreicher Erprobung wurde der Antrieb der Auris 1956 komplett auf eine 4270 kW Gasturbine mit Untersetzungsgetriebe umgerüstet, was ihr eine Geschwindigkeit von etwa 13 Knoten ermöglichte. Die Auris wurde 1960 aufgelegt und 1962 abgewrackt.

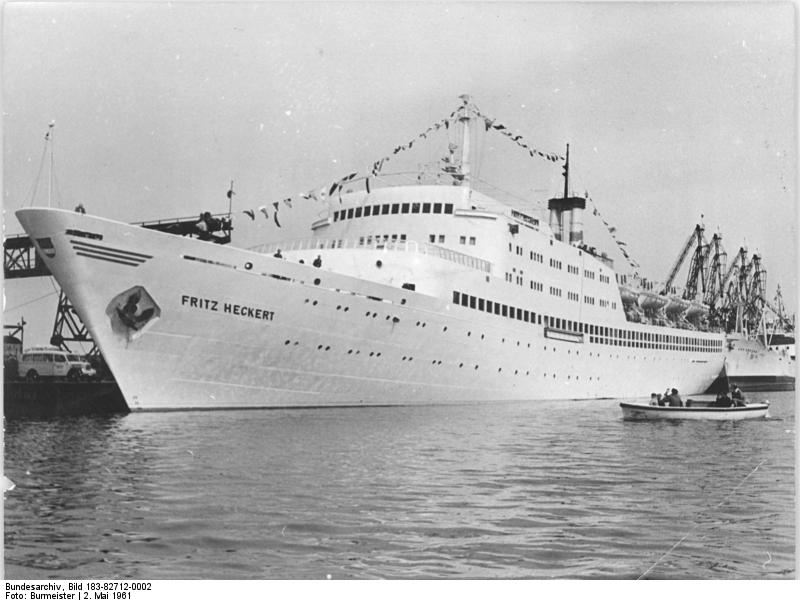
Erste Fahrt der Fritz Heckert, eines Gasturbinenschiffes, 1961

Nach dem Zweiten Weltkrieg suchten die USA nach Möglichkeiten einer Modernisierung ihrer Liberty-Frachter, um diese für den Verkauf und die zivile Nutzung attraktiver zu machen. In diesem Zuge wurde 1956 der Frachter John Sergeant mit einem GE-Gasturbinenantrieb ausgestattet, der mit Schweröl lief. Nachdem der Versuch erfolgreich war, wurden weitere Liberty-Frachter umgerüstet und GE entwickelte die GT-Technologie weiter. Parallel wurden auch Versuche gemacht, Gasexpansionsturbinen hinter einer Freikolbenmaschine als Druckgaserzeuger zu installieren, zum Beispiel auf dem Liberty-Frachter William Patterson. Bei diesem als Pescara-Anlage bezeichneten Antrieb wirkt die Turbine als Abgasturbine, ähnlich wie bei der Kombination Dampfmaschine-Abdampfturbine. Der Wirkungsgrad verdoppelte sich dadurch von rund 20 % auf 40 %. Nach diesem Prinzip arbeiteten auch das erste deutsche Gasturbinenschiff, der 1957/58 gebaute Gasturbinentrawler Sagitta und das 1959/60 gebaute Kreuzfahrtschiff Fritz Heckert. Dieses Antriebskonzept setzte sich aber nicht durch.
Der erste Neubau eines Gasturbinenfrachtschiffs war 1967 die von der U.S.Navy für den militärischen Seetransport gecharterte Adm.Wm.M.Callaghan. Das Zweischraubenschiff war mit zwei für den Bordbetrieb umgebauten Flugzeugturbinen vom Typ Pratt & Whitney FT4 mit je 18.375 kW ausgerüstet. Sie erreichte eine Geschwindigkeit von 25,5 Knoten und hielt damit zwei Jahre den Geschwindigkeitsrekord für Frachtschiffe auf dem Atlantik.
Das erste Unternehmen, welches ausschließlich für den regulären Frachtverkehr gebaute Gasturbinenfrachtschiffe betrieb, war die Reederei Seatrain Lines, welche zwischen 1971 und 1981, vier durch P&W-Gasturbinen angetriebene Containerschiffe im regelmäßigen Trans-Atlantik-Frachtverkehr einsetzte. Als erstes wurde am 24. Oktober 1970 die GTS Euroliner bei der Werft Rheinstahl Nordseewerke in Emden vom Stapel gelassen. Sie wurde von zwei Gasturbinen vom Typ Pratt & Whitney FT4 A-12 mit je 22.700 kW angetrieben. Sie erreichte eine Geschwindigkeit von 26,5 Knoten und verbrauchte dabei täglich etwa 300 Tonnen Treibstoff. Auch sie erzielte damit den Geschwindigkeitsrekord für Frachtschiffe auf dem Atlantik. Unter dem Preisdruck der Ölkrise der 1970er-Jahre wurde versucht, die Gasturbinenschiffe auf billigere Brennstoffqualität umzustellen. Dazu wurden aus der Luftfahrt übernommene „navalisierten Fluggasturbinen“ eingesetzt, die auch als Marine-Gasturbinen bezeichnet wurden. Für die Marine-Gasturbinen wurden schwerere Werkstoffe verwendet und die Brennkammer modifiziert, um statt Kerosin auch Gas- und Dieselöl zu verbrennen. Da diese Versuche kein befriedigendes Ergebnis brachten, wurden die Schiffe 1982 auf Dieselmotoren umgebaut.
1973 baute die australische Firma Broken Hill Proprietary Company zwei RoRo-Schiffe für den schnellen Transport von Eisenerz. Dies waren die ersten Schiffe mit Gasturbinen in Schwerbauweise.
Das wohl berühmteste Gasturbinenschiff der Geschichte ist die Finnjet. Bei ihrer Indienststellung 1977 war sie die erste Fähre mit GT-Antrieb (CODAG), und für lange Zeit war sie das schnellste konventionelle Fährschiff der Welt.

## Bekannte Gasturbinenschiffe

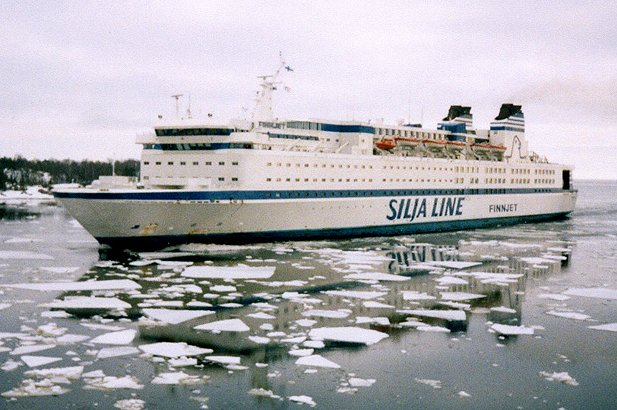
Die GTS Finnjet, die zeitweise schnellste konventionelle Fähre der Welt

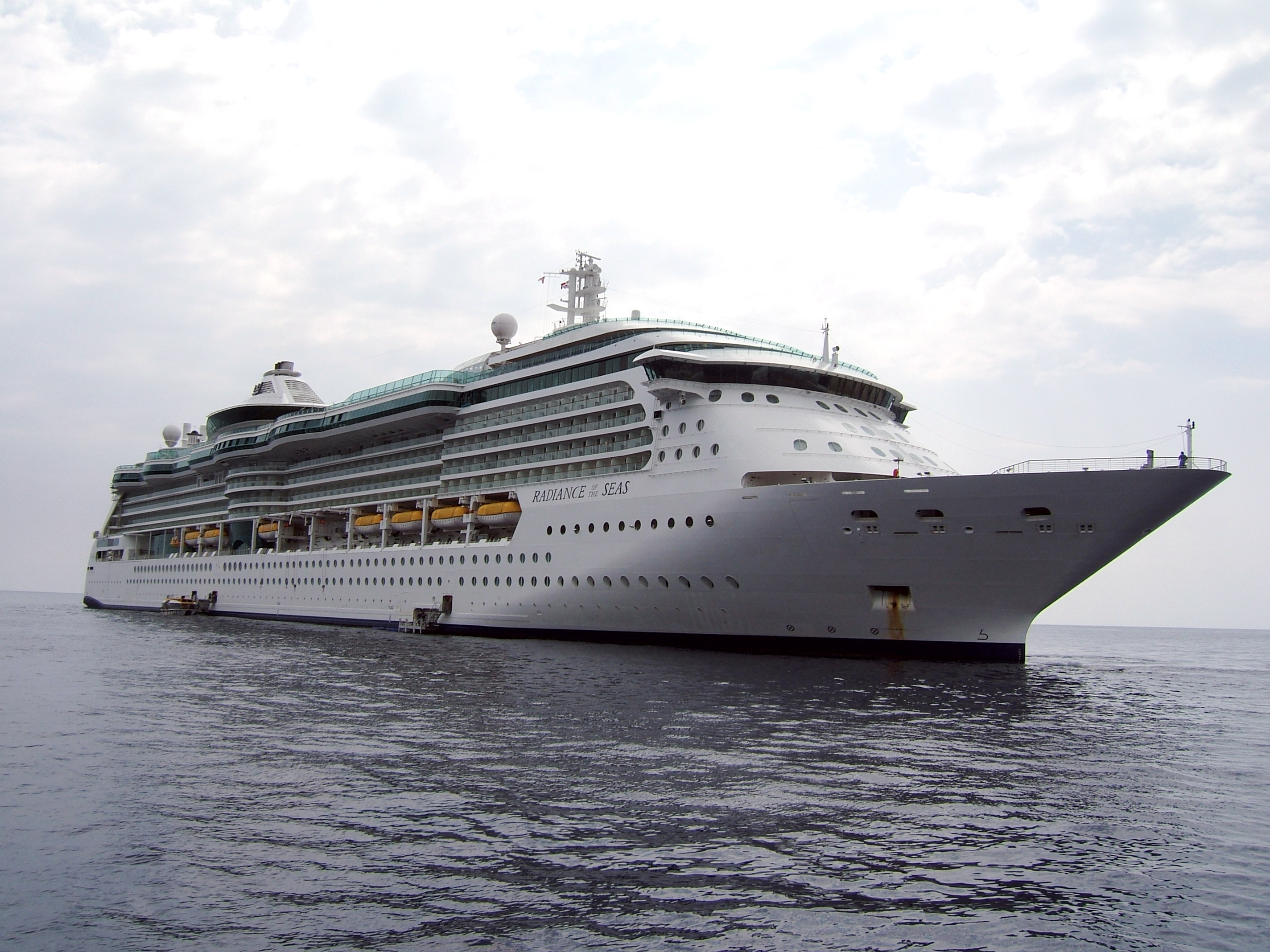
Das Millennium-Schiff Radiance of the Seas wird von 2 Gasturbinen angetrieben

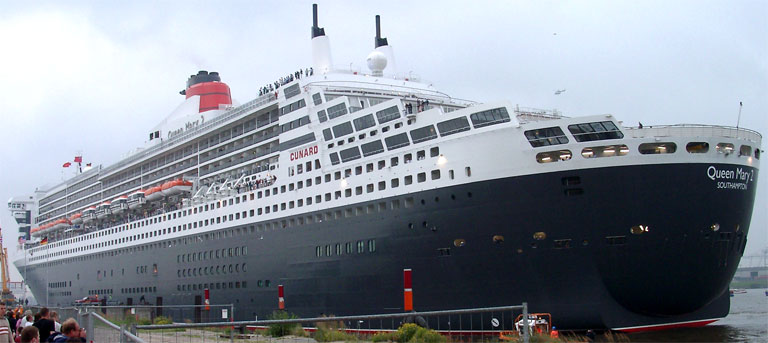
Die Queen Mary 2, das größte Passagierschiff der Welt mit Gasturbinenantrieb (als turbo-elektrischer CODAG)

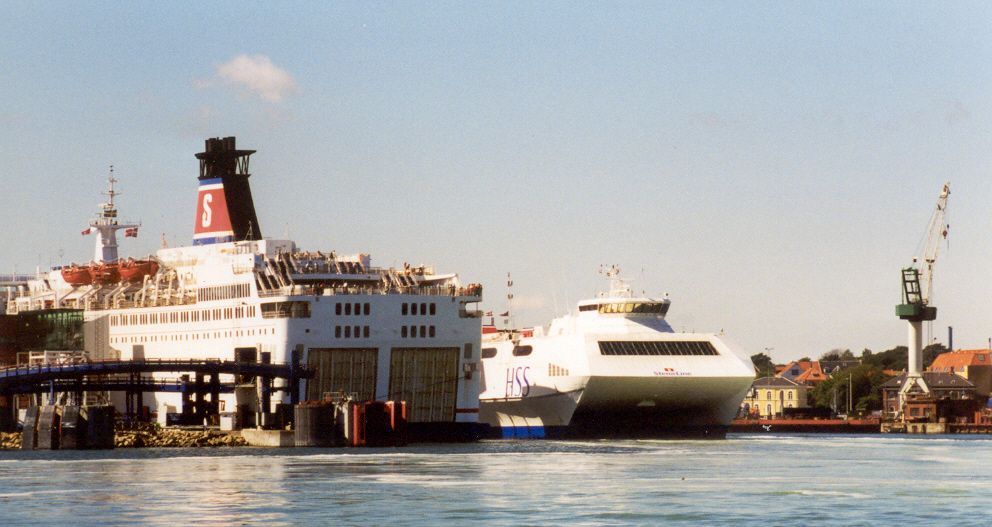
Herkömmliche Fähre und HSS-Schnellfähre

### Euroliner-Containerschiffe
Die 1971 von den Nordseewerken in Emden für die englische Reederei Scarsdale Shipping Co. Ltd., London gebauten Euroliner wurden von zwei Gasturbinen von Pratt & Wittney mit 59.420 PS angetrieben. Die mit 28.430 GT vermessenen auch als Containerjets bezeichneten 1700 TEU Containerschiffe liefen rund 27 Knoten und stießen damit vor in die Gruppe der schnellsten Linienfrachter. Nur die sechs für die amerikanische Reederei SeaLand gebauten 2.000 TEU-Schiffe mit Dampfturbinenantrieb waren mit über 30 Knoten noch schneller. Die Euroliner wurden jedoch nach den Ölpreiserhöhungen 1982 auf Dieselantrieb umgebaut.

### Finnjet
Die Finnjet eröffnete 1977 eine Fährlinie für Passagiere, Autos und Lkws zwischen Deutschland (Travemünde) und Finnland. Sie wurde von zwei Gasturbinen von Pratt & Wittney mit je 43,7 MW (59.420 PS) bei 8.300/min angetrieben, die über Getriebe auf zwei Verstellpropeller wirkten. Auf Grund der hohen Geschwindigkeit von 30 Knoten genügte nur ein Schiff. Die Realität der zweiten Ölkrise holte die Finnjet schnell ein und die Treibstoffpreise der Seeschifffahrt stiegen extrem an. Die Gasturbinen wurden im Betrieb viel zu teuer, und die Antriebsanlage erhielt zwei zusätzliche Dieselmotoren. Damit wurde das Schiff im Sommer mit Gasturbinen und im Winter mit Dieselmotoren (18,5 Knoten) betrieben.

### Millennium Schiffe
Ab 2000 wurden acht Kreuzfahrtschiffe mit 90.000 BRZ mit Gasturbinenantrieb gebaut. Die Reederei Celebrity Cruises erhielt von der Werft Chantiers de l’Atlantique in Saint-Nazaire (Frankreich) 4 Schiffe mit 90.000 BRZ. Die Meyer Werft in Papenburg lieferte an Royal Caribbean Cruises ebenfalls vier dieser Schiffe ab. Als Hauptantrieb wurde die Kombination Gasturbinen (2 × GE LM 2500), Generatoren und 2 steuerbare Pods (2 × Mermaid-Pods, je 20,1 MW Antriebsleistung) gewählt.

### Queen Mary II
Die Queen Mary 2 mit insgesamt 172.400 PS installierter Leistung für den Antrieb und den Hotelbetrieb ist als eine Besonderheit für zwei Einsatzfälle konzipiert. Als Kreuzfahrtschiff mit normaler Geschwindigkeit von 20 – 24 Knoten genügen die Dieselmotoren (4× Wärtsilä 16V46CR mit je 22.850 PS), die die Generatoren für den Fahrbetrieb und die sonstige Stromversorgung für die Hilfsmaschinen und den Hotelbetrieb antreiben.
Für die klassische Transatlantik-Reise zwischen Southampton und New York City wird eine höhere Geschwindigkeit benötigt. Dann können die zwei General Electric Gasturbinen LM2500+ mit je 40.500 PS zusätzliche Antriebsenergie an die vier elektrischen 30.000 PS Antriebsmotoren mit integriertem Propeller in Podbauweise liefern. Damit wird eine maximale Geschwindigkeit von 30 Knoten erreicht.

### HSS-Fähren der Stena Line
Besonders bei Personen- und Frachtfährdiensten über kurze Strecken sind auch aus Wettbewerbsgründen kurze Fahrzeiten wichtiger als niedrige Brennstoffkosten. Daher setzen sich schnelle Fähren mit extrem hohen Antriebsleistungen weltweit durch und schufen neue Anwendungsfelder für Gasturbinen.
Als die größten und leistungsstärksten Schnellfähren galten die zwei HSS-Fähren (HSS = High-Speed Sea Service) für 1.500 Passagiere und 375 PKW der schwedischen Stena Line in Göteborg, die von Finnyard (Finnland) 1997 gebaut wurden. Die drei HSS-1500-Katamarane verkehrten in der Irischen See zwischen Schottland und Nordirland bzw. Wales und Irland beziehungsweise in der Nordsee zwischen den Niederlanden und England. Sie wurden von vier Gasturbinen und Wasserjets mit insgesamt 106.000 PS angetrieben. Zwei kleinere HSS-900-Katamarane mit 46.300 PS für 900 Passagiere und 210 PKW wurden 1995 von Westamarin, Kristiansand (Norwegen), für den Einsatz in der Ostsee gebaut.